# Дуїкер чорний
Дуїкер чорний (Cephalophus niger), також відомий як туба в мові дьюла — вид парнокопитних ссавців родини бикові (Bovidae).

## Поширення
Ареал дуїкера чорного включає в себе країни Західної Африки, поширені у Беніні, Буркіна-Фасо, Гвінеї, Сьєрра-Леоне, Нігерії, Кот-д'Івуарі, Гані, Ліберії та Того. Мешкає у рідколіссях та саванах поблизу річок.

## Опис
Чорний дуїкер досягає довжини голови і тіла від 80 до 100 см, висоти в холці від 45 до 55 см і ваги від 15 до 20 кг.
Самиці більші за самців. Хутро коричнево-чорного або чорного забарвлення, спина тварини темніша. Голова, горло і груди світліші, червонувато-коричневе забарвлення верху голови і лоба, із зовнішнього боку вуха чорно-бурі, внутрішнього — червонувато-коричневі. Середина чола може бути чорною. Пахові залози відсутні. Роги мають круглий поперечний переріз і прямі, у самців завдовжки від 7,2 до 9,4 см, у самиць максимум 3,1 см.
Чорні дуїкери ведуть поодинокий, територіальний спосіб життя. Спарюються впродовж всього року, але найбільше дитинчат народжуються з листопада по січень. Період вагітності триває 126 днів, зазвичай народжується одне теля. Його середня вага — 1,94 кг, п'є молоко три місяці. Інтервал між пологами становить сім з половиною місяців. У неволі живе до 14 років.
Загальну чисельність оцінюють в 100 000 голів.